# Dépôt sous vide

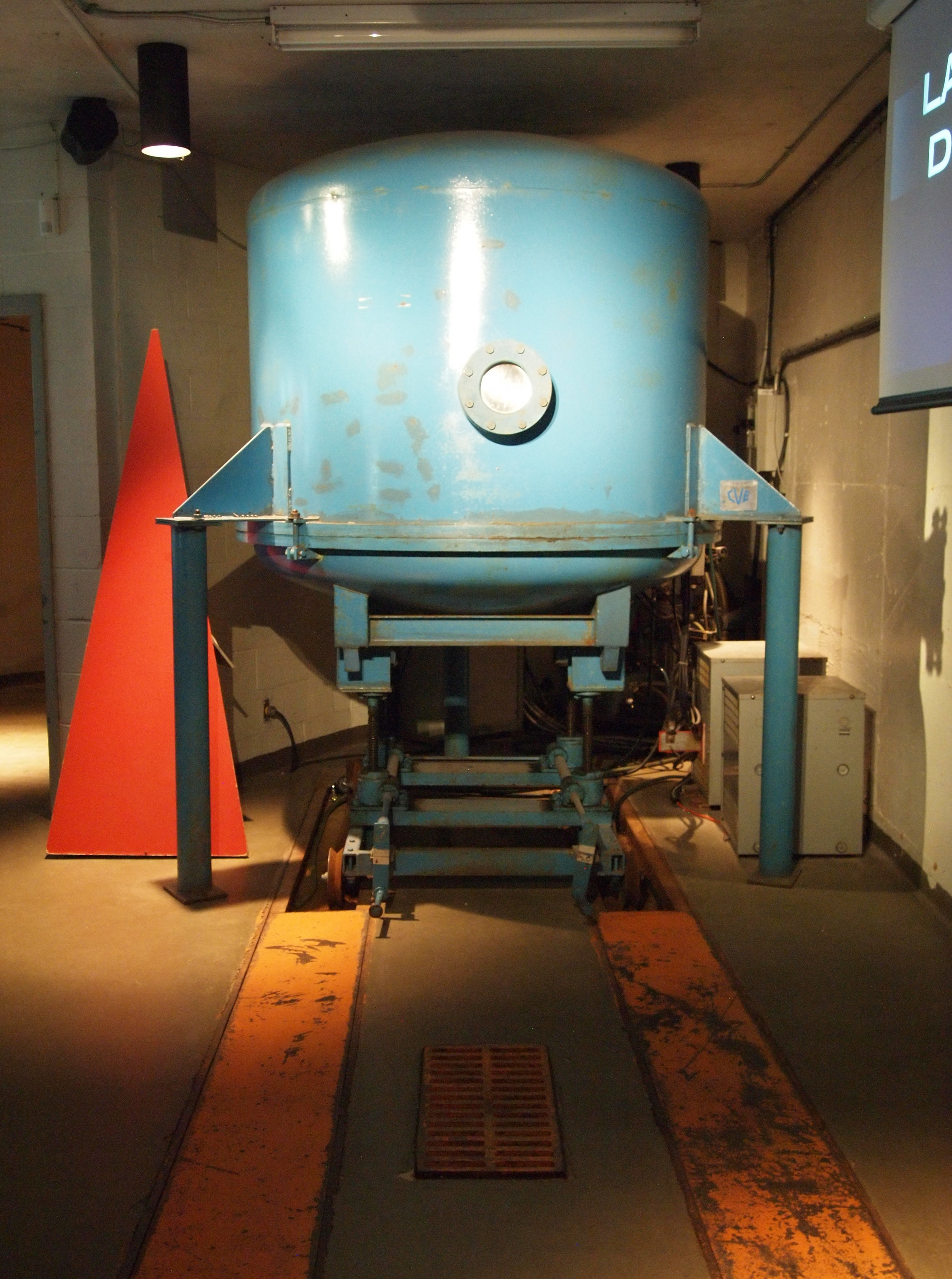
Chambre à vide de l'Observatoire du Mont Mégantic utilisée pour la re-aluminisation des miroirs de télescopes.

Le dépôt sous vide est une technique de fabrication de couche mince : on cherche à déposer une couche de métal (la plupart du temps) sur une lame de substrat solide (verre ou silicium par exemple).

## Principe
On y utilise le principe physique qui veut que, à très basse pression, les molécules (généralement monoatomiques) de vapeur d'un métal se déplacent avec très peu de risque de collision avec d'autres molécules : le gaz métallique se trouve projeté sur le substrat sans être freiné par les phénomènes de diffusion, et sans risque d'oxydation. La couche obtenue est ainsi très pure et très régulière. Le métal est chauffé au-dessus de sa température de fusion, mais loin de sa température d'ébullition sous pression normale.
Le métal à déposer est placé dans un creuset en tungstène (dont la température de fusion est extrêmement élevée, 3 400 °C), lui-même placé sous la lame de substrat solide. Le tout est recouvert d'une cloche de verre à joint étanche, capable de résister aux grandes différences de pression.
Une pompe turbomoleculaire (dite turbo) permet d'atteindre des pressions infimes (de l'ordre du centième de pascal).
On fait alors circuler un courant électrique très intense dans le creuset (de l'ordre de la centaine d'ampères, variable selon la température désirée) ce qui a pour effet de chauffer le creuset (par effet Joule). Le métal fond, se vaporise, et se dépose sur la lame de substrat qui est à une température moins élevée. Un cristal piézoélectrique (éventuellement refroidi par un courant d'eau froide) permet de mesurer l'épaisseur de la couche déposée.

## Contraintes particulières
L'obtention d'un dépôt régulier suppose une surface initiale régulière. Les surfaces rugueuses ou accidentées sont souvent mal recouvertes.
L'adhérence du dépôt sur le substrat est en général très bonne, mais suppose une propreté absolue de celui-ci, et donc un minimum de précautions de manipulation.

## Avantages et inconvénients
- Cette méthode permet de ne chauffer qu'à des températures raisonnables (millier de degrés) grâce au vide créé. Cette méthode est donc assez peu coûteuse en énergie.
- Le vide ambiant permet aussi d'assurer la pureté du dépôt.
- Elle permet d'obtenir des couches minces d'épaisseur minimale de l'ordre du nanomètre

L'inconvénient de cette méthode est qu'elle nécessite un matériel sophistiqué et coûteux, et que les dépôts de métal salissent les différentes pièces de la machine. Par ailleurs, cette méthode ne permet pas de déposer tous les matériaux : lorsque la tension  de vapeur (aux températures que l'on peut atteindre) est trop faible, il faudra avoir recours à des méthodes plus gourmandes en énergie et bien plus complexes à mettre en œuvre (comme l'évaporation par faisceau d'électrons par exemple).

## Exemples de matériaux et d'usages
Parmi les matériaux pouvant être déposés par cette méthode on peut citer le chrome, l'or, l'argent, le nickel, l'aluminium …
L'aluminisation des miroirs par cette méthode permit d'améliorer à peu de frais les images obtenues par télescopes, en augmentant la lumière réfléchie, et en diminuant la lumière diffusée, ainsi qu'en permettant d'espacer les remétallisations, les couches d'argent utilisées précédemment ayant une durée de vie moindre. La métallisation par dépôt d'une couche d'or sur les mauvais conducteurs permet d'utiliser la microscopie électronique à balayage sur ceux-ci.

## Mesure de l'épaisseur déposée
Un cristal piézoélectrique (éventuellement refroidi par un courant d'eau froide) permet de mesurer l'épaisseur de la couche déposée. Ce cristal est exposé de la même manière que le substrat solide à la vapeur de matériau à déposer. Sa fréquence de résonance varie lorsque sa masse varie, le dépôt s'accumulant à sa surface. La densité du matériau déposé permet alors d'obtenir l'épaisseur déposée. La précision de cette mesure diminue à mesure que le cristal est « alourdi », il faut donc le remplacer régulièrement.

## Exemples de dépôt sous vide
- Dépôt chimique en phase vapeur
- Dépôt physique par phase vapeur